# C17H32O
化学式C17H32O（摩尔质量：252.43 g/mol）可能指：
- 环十七酮，CAS号：3661-77-6
- 菊花螺烯酮，CAS号：128008-15-1
- 3-甲基环十六烷酮，CAS号：31446-79-4
- 2-十一烷基环己酮，CAS号：66022-14-8

|  | 这个同类索引页列出了具有相同分子式的化学物（即同分異構體）条目。 除非您是有意链接至本页，否则应将相应条目的内部链接指向正确的条目。 |